# Stadio San Nicola
Stadio San Nicola je fotbalový stadion stojící v Bari. Je domácím stadionem týmu AS Bari. Pojme 58 270 diváků. Pro fotbalové fanoušky je lehce znevýhodněn, protože má atletický ovál. Příležitostně zde hraje italská fotbalová reprezentace. Pro československé fanoušky je hlavně znám z roku 1990, kdy zde Československá fotbalová reprezentace v osmifinále porazila Kostariku, čímž je jasné, že se zde hrály některé zápasy Mistrovství světa 1990.